# Eugenius Marius Uhlenbeck
Eugenius Marius ('Bob') Uhlenbeck (Den Haag, 9 augustus 1913 - Voorhout, 27 mei 2003) was een Nederlandse taalkundige en Indoloog, die hoogleraar Javaans en algemene taalwetenschap was aan de Rijksuniversiteit Leiden.
Zijn naar de VS geëmigreerde oudere broer George Uhlenbeck was een beroemd natuurkundige. De taalkundige C.C. Uhlenbeck, eveneens Leids hoogleraar, was een neef van zijn vader.

## Levensloop
Uhlenbeck studeerde in 1937 af in de Indologie aan de Rijksuniversiteit Leiden, een jaar later ook in het Indisch Recht aan de Rijksuniversiteit Utrecht. Van 1939 tot 1942 was hij taalambtenaar Javaans bij Balé Pustaka, het kantoor voor de volkslectuur in Batavia (Nederlands-Indië). Uit deze periode stamt zijn Beknopte Javaansche grammatica. Na een verblijf sinds 1942 in een jappenkamp, een schipbreuk op het Japanse schip Yunyo Maro en een tewerkstelling als dwangarbeider op Sumatra, werd hij na de Tweede Wereldoorlog lector aan de Universiteit van Indonesië.
Op 12 april 1949 promoveerde hij cum laude - op een proefschrift over de structuur van het Javaanse morfeem - aan de Leidse universiteit, waar hij vervolgens hoogleraar Javaans was van 1949 tot 1983. Van 1958 tot 1979 combineerde hij deze leerstoel met die in de Algemene taalwetenschap. Zijn boekje Taalwetenschap. Een eerste inleiding, vormde voor generaties studenten de kennismaking met dit vakgebied.
Daarnaast was hij docent aan de Nutsacademie in Rotterdam en vervulde hij gasthoogleraarschappen aan vele buitenlandse universiteiten. Ook had hij vele binnen- en buitenlandse bestuurlijke functies, o.a. voorzitter van het Koninklijk Instituut voor Taal-, Land- en Volkenkunde (KITLV) - waarvan hij van 1949 tot 1958 de Bijdragen tot de Taal-, Land- en Volkenkunde redigeerde - en het Netherlands Institute for Advanced Study (NIAS) en vicevoorzitter van de Raad van Advies voor het Wetenschapsbeleid. Na zijn dood werd bekend dat hij jaarlijks het taalgebruik in de Troonrede controleerde voordat die werd uitgesproken. In 1969 werd hij benoemd tot Ridder in de Orde van de Nederlandse Leeuw.
Uhlenbeck stierf op 89-jarige leeftijd in zijn woonplaats Voorhout.

## Werk
Uhlenbecks taalwetenschappelijke opvattingen kenmerkten zich door een brede belangstelling en een zekere autodidaxie: als indoloog was hij geen linguïst van huis uit en als javanist was hij geen theoretisch taalwetenschapper. Hij was ietwat eigenzinnig en onconventioneel in zijn professionele oriëntatie. Zo was hij een bewonderaar van de in Europa weinig bekende Amerikaanse linguïst Dwight Bolinger. Als onderzoeker van het Javaans en Maleis benadrukte hij het feit dat men talen slechts kan leren kennen door hun eigen specifieke aspecten. Het referentiekader van de grammatica van Europese talen schoot daarvoor volgens hem tekort. Dit maakte hem bewust van het belang van een algemene taalkunde die grenzen overschrijdt. Zijn morfologisch onderzoek baseerde hij op bevindingen met het concrete taalgebruik van moedertaalsprekers. Binnen de zinsstructuur onderscheidde hij de fatische functie (woorden) en de muzische laag (intonatie), wat leidde tot een geïntegreerde benadering van taal binnen de sociale context.
E.M. Uhlenbeck vormde na de Tweede Wereldoorlog met Anton Reichling en A.W. de Groot jarenlang de redactie van het internationale tijdschrift Lingua.
Na de introductie in 1966 van de transformationeel-generatieve taalkunde van Noam Chomsky, die snel grote aanhang verwierf, nam hun invloed af. Zij stelden zich afwijzend ertegen op. In het begin van de jaren 60 trachtten Reichling en Uhlenbeck een polemiek aan te gaan met Chomsky. Als eerste Nederlandse generativist toonde Remmert Kraak zich van zijn kant zeer kritisch over Uhlenbeck. Uhlenbeck had kritiek op de Chomskyaanse taalkunde, omdat die meer gericht was op vorm dan op betekenis en gebruik. Voor Uhlenbeck was het taalgebruik net zo belangrijk als de regels van de grammatica. Zijn opvattingen waren verwant aan die van de school van Praag en de structuralistische taalkunde. Ondanks Uhlenbecks principieel verzet had de beoefening van de algemene taalwetenschap in Nederland een beslissende wending genomen. A.W. de Groots opvolger te Utrecht, Henk Schultink, die bij Uhlenbeck was gepromoveerd, bleek meer open te staan voor Chomsky's inzichten. Overigens kantten niet alle generativisten zich evenzeer tegen Uhlenbecks inzichten als Kraak. Jan Koster noemde later Uhlenbecks beschouwingen over Chomsky's werk "veruit het belangrijkste kritische commentaar op de generatieve grammatica dat in Nederland verschenen is".

## Publicaties (selectie)
- Taalwetenschap. Een eerste inleiding. Uitg. H.L. Smits, Den Haag (vele malen herdrukt).
- Beknopte Javaansche grammatica. Uitg. Balé Poestaka, Batavia, 1941.
- De systematiek der Javaanse pronomina. Uitg. M. Nijhoff, Den Haag, 1960.
- Aantekeningen bij Tjan Tjoe Siem's vertaling van de lakon Kurupati rabi. Uitg. M. Nijhoff, Den Haag, 1960.
- A critical survey of studies on the Languages of Java and Madura. Uitg. M. Nijhoff, Den Haag, 1964.
- Enige beschouwingen over Amerikaanse en Nederlandse linguïstiek. In: Forum der Letteren 7, 1966, pp. 1–22.
- Critical comments on transformational-generative grammar 1962-1972, 1973.
- Structurele taalwetenschap. In: Frieda Balk-Smit Duyzentkunst e.a.: Controversen in de taal- en literatuurwetenschap, 1974, pp. 138–168.
- Nederlandse voorlichting over generatieve grammatica. In: Forum der Letteren 18, 1977, pp. 167–210.
- Studies in Javanese morphology. Uitg. M. Nijhoff, 1978.
- Linguistics in America 1924-1974, a detached view. In: H.M. Hoenigswald (ed.): The European background of American linguistics, 1979.